# Контрактне вирощування
Контрактне вирощування (англ. Contract farming) передбачає, що сільськогосподарське виробництво здійснюється на основі угоди між покупцем і виробниками сільськогосподарської продукції. Іноді це означає, що покупець визначає необхідну якість і ціну, а фермер погоджується здійснити поставку в майбутньому. Однак, найчастіше контракти визначають умови виробництва сільськогосподарської продукції та їх постачання покупцеві. Виробник (фермер) зобов'язується поставити узгоджену кількість продукції рослинництва або тваринництва, виходячи з стандартів якості та вимог поставки, визначених покупцем. У свою чергу, покупець, як правило, компанія, погоджується купувати товар, часто за ціною, яка встановлюється заздалегідь. Компанія часто також погоджується підтримувати фермера, наприклад, постачаючи ресурси, допомагаючи при підготовці землі, надаючи консультації з виробництва та транспортування продукції до її складів. Термін «схема зовнішнього вирощування» (англ. outgrower scheme) іноді використовується як синонім до контрактного вирощування, найчастіше в Східній і Південній Африці. Контрактне вирощування може використовуватися для багатьох сільськогосподарських продуктів, хоча в країнах, що розвиваються, воно менш поширене для основних культур, таких як рис і кукурудза .

## Основні переваги
Контрактне вирощування використовувалося для сільськогосподарського виробництва протягом десятиліть, але його популярність зростає останніми роками. Використання контрактів стало привабливим для багатьох фермерів, оскільки ця угода може запропонувати як гарантований ринок, так і доступ до підтримки виробництва. Контрактне вирощування також представляє інтерес для покупців, які шукають постачання продукції для подальшого продажу вздовж ланцюга вартості або для переробки. Переробники є основними замовниками таких контрактів оскільки гарантоване постачання дає їм змогу максимально використовувати їхні виробничі потужності. Контракти з фермерами можуть також знизити ризик втрат від хвороб або погоди та полегшити сертифікацію, яка все частіше вимагається розвиненими ринками. Існують також потенційні вигоди для національних економік, оскільки контрактне вирощування призводить до економії на масштабі, що, як стверджують Кольєр і Деркон, «має забезпечити більш динамічний сільськогосподарський сектор».
Незважаючи на те, що контрактне вирощування повинно, перш за все, розглядатися як комерційна пропозиція, воно також розглядається як ефективний підхід до вирішення багатьох проблем доступу до ринку та постачання ресурсів, з якими стикаються малі виробники (фермери). Посібник, опублікований GIZ 2013 року, мав на меті надати поради щодо того, яким чином можна розробити схеми контрактного вирощування, щоб максимізувати такі вигоди для дрібних фермерів у країнах, що розвиваються. Ефективні зв'язки між компаніями та тисячами фермерів часто вимагають залучення офіційних фермерських асоціацій або кооперативів або, принаймні, неформальних фермерських груп. Однак, емпіричні докази найкращого способу досягнення цього ще не доступні.

## Типи
Ітон і Шеперд визначають п'ять різних моделей контрактного вирощування:
- За централізованою моделлю компанія надає підтримку малим виробникам, купує врожай, а потім переробляє його, контролюючи якість. Ця модель використовується для таких культур, як тютюн, бавовна, цукровий очерет, банан, чай і гума.
- Відповідно до моделі Ядерного Маєтку (Nucleus Estate), компанія також керує плантацією для того, щоб доповнити виробництво дрібними власниками і забезпечити мінімальну пропускну здатність для переробного заводу. Такий підхід використовується в основному для деревних культур, таких як пальмова олія та гума.
- Багатостороння модель зазвичай передбачає партнерство між державними органами, приватними компаніями та фермерами.
- На більш низькому рівні складності, модель посередництва може включати надання компаніями субпідрядів посередникам, які мають власні (неформальні) домовленості з фермерами.
- Нарешті, неформальна модель охоплює малі та середні підприємства, які укладають прості договори з фермерами на сезонній основі. Хоча вони, як правило, є лише угодами на сезон, вони часто повторюються щорічно і зазвичай покладаються у своєму успіху на близькість покупця до продавця.

## Питання, що викликають занепокоєння
Як і в будь-якому контракті, існує ряд ризиків, пов'язаних з контрактним вирощуванням. Найпоширенішими проблемами є продажі фермерами іншому покупцеві, ніж той, з ким вони мають контракт (відомі як «продаж на сторону», «позаконтрактний маркетинг» або, на Філіппінах — «стрибки з шестом») або використанням матеріалів, наданих компанією, для інших цілей ніж передбачалося. З іншого боку, компанія іноді не може придбати продукцію за узгодженими цінами або в узгоджених кількостях, або огульно знижує оцінку якості продукції.
Таким чином, існування адекватної правової бази має вирішальне значення для успішної реалізації та довгострокової стійкості контрактного вирощування. Система права має важливе значення для надання допомоги фермерам та їх покупцям у переговорах та складанні контрактів. Також важливо захистити їх від ризиків, які можуть виникнути під час виконання контракту, наприклад, зловживання владою сильнішою стороною переговорів або порушення контракту. Зміцнення фермерських організацій з метою вдосконалення їхніх навичок ведення контрактних переговорів може виправити потенціал для подальших непорозумінь. Різні країни запровадили політики та законодавство, щоб забезпечити справедливу договірну практику та запропонувати засоби правового захисту для вирішення суперечок. A “Legal Guide on Contract Farming” was developed in 2013–15 by the International Institute for the Unification of Private Law (UNIDROIT) in partnership with FAO.

Навіть успішні контракти з юридичної точки зору можуть зіткнутися з іншими труднощами. Наприклад, сімейні відносини можуть бути під загрозою. Роботу за контрактами часто роблять жінки, але контракти незмінно в ім'я людини, яка також отримує платіж. Чоловіки відвідують зустрічі та навчальні курси, але жінкам це часто не доступне. Землі, які використовуються жінками для продовольчих культур або комерційного виробництва, можуть бути відібрані для контрактного вирощування, що може вплинути не тільки на виробництво продуктів харчування, а й на статус жінок. Контракти можуть руйнуватися через погане управління компанією або внаслідок нереалістичних очікувань щодо можливостей фермерів або доходів, які можна отримати. Остання проблема була актуальною при спробах пропагувати контрактне вирощування агропродукції для виробництва біопалива.

## Дослідження
Існують численні дослідження досвіду контрактного вирощування, і багато з них перераховані в Центрі ресурсів контрактного вирощування Продовольчої та сільськогосподарської організації ООН (ФАО). Інститут Азійського Банку Розвитку (ADBI) в Токіо провів низку тематичних досліджень в окремих азійських країнах, щоб оцінити умови для отримання вигод агровиробниками рису на продаж. У Лаосі дослідження показало, що фермери, які приєднувалися до формату контрактного вирощування заробили значно вищий прибуток, ніж фермери, що не мали таких контрактів. Це сприяло переходу фермерів натурального господарства до комерційного сільського господарства, що дає потенціал для зменшення бідності в сільській місцевості. Дослідження в Камбоджі щодо органічного рису на експорт оцінило вплив контрактного вирощування на продуктивність фермерів. Згідно дослідження, що молодші та більш освічені фермери з великими сім'ями та меншою кількістю активів частіше приєднуються до контракту. Проте фермери, які мали доступ до хороших дорожніх комунікацій, часто залишали контракт, що свідчить про те, що контрактне господарство допомогло їм перетворитися на незалежних фермерів.
ФАО 2013 року оприлюднило ряд праць щодо ролі контрактного вирощування у просуванні інклюзивного доступу до ринку, які охоплювали контракти в Аргентині, Бангладеш, Бразилії, Китаї, Гондурасі, Південній Африці, Танзанії та Таїланді. Редактори дійшли висновку, що, незважаючи на переваги закупівель у великих фермерів, інші чинники, окрім розміру фермерського господарства, сприяють прийняттю рішення компанією, а тому контрактне вирощування не обов'язково призведе до виключення дрібних фермерів з ланцюгів поставок. Географічні фактори мають важливе значення, як з точки зору того, як вони впливають на виробництво, так і з точки зору таких факторів, як права на землю, гендерні та етнічні відносини. Редактори визначають поступове зближення положень та умов, що використовуються у контрактах, та відзначають, що два найбільш поширені положення контрактів (ті, які передбачають технічну допомогу та попереднє фінансування сировини та матеріалів) можуть мати важливе значення для включення малих фермерів. У публікації розглядається роль третіх сторін, таких як недержавні організації, у координації фермерів. Редактори також визначають потенційні ролі для третіх сторін у наданні незалежної сертифікації якості та сертифікації контрактних компаній з метою зниження ризику для фермерів.
Розглядаючи тему «продажу наліво», публікація ФАО виступає за поєднання сприятливих стимулів і чітких штрафів для фермерів. У ній також зазначено, що за певних обставин витрати на повне уникнення порушень умов контрактів можуть бути набагато більшими, ніж втрати від «продажів наліво», і тому компанії можуть навчитися жити з такими продажами; це буде залежати від розміру фірми та обсягу інвестицій у фермерів. Детально виходячи з тематичних досліджень, публікація повторює важливість відповідного сприятливого середовища. Проте, вона також приходить до висновку, що в деяких випадках відсутність такого середовища не обов'язково є обмеженням для контрактного вирощування, особливо там, де можна використовувати гнучкість і нетрадиційні договірні положення. Незважаючи на те, що сприятливе середовище є важливим, редактори застерігають від урядових стимулів та субсидій для просування інклюзивності, оскільки це може призвести до оманливого враження про дохідність транзакції та поставити під загрозу стабільність. Вони також відзначають, що витрати фірми на реалізацію інклюзивної стратегії рідко розглядаються прихильниками цієї концепції.
Праця Проуза (2012) надає доступний і всебічний огляд поточних питань у сфері контрактного вирощування в країнах, що розвиваються. Декілька досліджень дають позитивний висновок про включення дрібних власників та переваги, які вони отримують від участі у такій схемі. Наприклад, у дослідженні, опублікованому 2014 р., Ван, Ван і Дельгадо розглядають велику кількість емпіричних досліджень контрактного вирощування. Вони дійшли висновку, що контрактне вирощування має значний вплив на підвищення ефективності та продуктивності сільськогосподарських підприємств, а також доходів фермерів. У синтетичному огляді економетричних досліджень(2015) Міно і Ронкі  припускають, що доходи учасників зростають на 25-75 %. Більш поміркований підхід розглядається в систематичному огляді контрактного вирощування Тон з колегами (2017), який стверджує, що такі цифри повинні враховувати упередження публікації та упередження виживання. Іншими словами, такі оцінки повинні бути зменшені, щоб врахувати те, що дослідження, які показують негативний чи відсутній «вплив» будуть опубліковані з меншою ймовірністю, і що розрахунок впливу контрактного вирощування може нехтувати схемами, які не покращують доходи для дрібних фермерів і колапсують, і, таким чином, недоступні для оцінки..

## Популярна культура
Епізод американського телевізійного шоу «Останній тиждень сьогодні ввечері з Джоном Олівером» дав матеріал про контрактне вирощування для птиці в США, стверджуючи, що багато фермерів знаходяться за межею бідності.

## Подальше читання
- Prowse, M. Contract Farming in Developing Countries – A Review. Agence Française de Développement (AFD), 2012  [Архівовано 15 грудня 2018 у Wayback Machine.]
- Rehber, E. Contract Farming: Theory And Practice, ICFAI Press. 2007. ISBN 81-314-0620-2
- Singh, S. Contract Farming: Theory and practice in the 21st Century. Stewart Postharvest Review, Volume 3, Number 3, June, 2007.